# Château de Sant'Aniceto
Le château de Sant'Aniceto est un château normand construit au début du XIe siècle sur une colline de la municipalité de Motta San Giovanni, dans la ville métropolitaine de Reggio de Calabre, en Calabre.
Il est un des nombreux exemples de l'architecture du Haut Moyen Âge en Calabre, et une des fortifications byzantines les mieux préservées au monde. Son nom provient  du fait que saint Nicétas, un amiral byzantin, y vécut au VIIe siècle.
Il fait partie des fortifications de Reggio de Calabre

## Histoire
Le château est un bâtiment normand construit au début du XIe siècle sur une colline de Motta San Giovanni.
Au XIIIe siècle, le château devint le fief des Sant'Aniceto. Deux siècles plus tard, il entra en conflit avec Reggio et, en 1459, fut détruit par Alphonse II de Naples.

## Architecture
Le château a un plan irrégulier, qui rappelle celui d'un bateau avec la proue dirigée vers les montagnes.
Deux tours carrées encadrent l'entrée. Aux pieds du chemin raide et court menant à la plaine se trouve une petite église, qui possède un dôme sur la voûte duquel est peint un Christ pantocrator, un sujet typique de l'art byzantin.
La hauteur des murs bien préservés varie de 3 à 3,5 mètres avec un mètre d'épaisseur.

## Source
- (en) Cet article est partiellement ou en totalité issu de l’article de Wikipédia en anglais intitulé « Castle of Sant'Aniceto » (voir la liste des auteurs).